# Elettra Tour
Elettra Tour è stata la dodicesima tournée della cantautrice italiana Carmen Consoli, partita da Roma il 3 febbraio 2010; si è svolta nei teatri ed era legata al più recente album della cantautrice, Elettra, presentando il disco in chiave acustica, differentemente da Ventunodieciduemilatrenta Tour che, svoltosi in contemporanea, presentava un repertorio rock-elettronico della cantante.

## Date
- 3 febbraio 2010 -  Italia Roma
- 6 febbraio 2010 -  Italia Firenze
- 8 febbraio 2010 -  Italia Cagliari
- 9 febbraio 2010 -  Italia Lanusei
- 10 febbraio 2010 -  Italia Sassari
- 14 febbraio 2010 -  Italia Bologna
- 17 febbraio 2010 -  Italia Torino
- 19 febbraio 2010 -  Italia Saint-Vincent
- 22 febbraio 2010 -  Italia Verona
- 25 febbraio 2010 -  Italia Genova
- 26 febbraio 2010 -  Italia Cesena
- 5 marzo 2010 -  Italia Milano
- 6 marzo 2010 -  Italia Milano
- 10 marzo 2010 -  Italia Belluno
- 11 marzo 2010 -  Italia Reggio Emilia
- 18 marzo 2010 -  Italia Civitanova Marche
- 20 marzo 2010 -  Italia Assisi
- 25 marzo 2010 -  Italia Teramo
- 29 marzo 2010 -  Italia Palermo
- 1º aprile 2010 -  Italia Catania
- 3 aprile 2010 -  Italia Ragusa
- 6 aprile 2010 -  Italia Rende
- 7 aprile 2010 -  Italia Napoli
- 10 aprile 2010 -  Italia Padova
- 11 aprile 2010 -  Italia Levico
- 12 aprile 2010 -  Italia Piacenza
- 23 aprile 2010 -  Italia Brescia
- 24 aprile 2010 -  Italia Bergamo

## La Scaletta
1-Perturbazione atlantica
2-Non molto lontano da qui
3-Mio zio
4-L'ultimo bacio
5-Geisha
6-Marie ti amiamo
7-Col nome giusto
8-Elettra
9-Il sorriso di Atlantide
10-Parole di burro
11-Contessa miseria
12-Mandaci una cartolina
13-Perturbazione atlantica
14-Madre Terra
15-Fiori d'arancio
16-Maria Catena
17-'A Finestra
18-L'eccezione
19-La notte con Fabio Abate
20-In bianco e nero
21-Amore di plastica
22-Quello che sento
23-Confusa e felice

## Band
| Strumento                     | Nome Musicista     |
| ----------------------------- | ------------------ |
| voce, chitarra acustica       | Carmen Consoli     |
| chitarra acustica e mandolino | Massimo Roccaforte |
| chitarra elettrica e acustica | Santi Pulvirenti   |
| contrabbasso                  | Marco Siniscalco   |
| percussioni                   | Leif Searcy        |
| batteria                      | Puccio Panettieri  |
| fiati                         | Marcello Leanza    |